# Berider
En berider er en, der tilrider heste; dvs. lærer hesten den grundlæggende ridning fx gå frem, dreje og gå til bidet. Berideren genoptræner også heste, som har været skadet eller har haft en længere pause. En berider arbejder på en rideskole, et ridecenter eller stutteri. En berideruddannelse tager 6 år: Det er delt op i 2 dele. Først træneruddannelsen der tager 4 år. Når man er færdig med den, skal man til eksamen. Hvis man ikke får høje karakterer, så går man ikke videre til berideruddannelsen- som tager de sidste 2 år. Man kan også bare vælge at stoppe efter træneruddannelsen, så kaldes man - eksamineret træner.